# Vollmershain
Vollmershain es un municipio situado en el distrito de Altenburger Land, en el estado federado de Turingia (Alemania), a una altitud de 250 metros. Su población a finales de 2016 era de unos 315 habitantes y su densidad poblacional, 63 hab/km².
Dentro del distrito, el municipio está asociado a la mancomunidad (Verwaltungsgemeinschaft) de Oberes Sprottental, que tiene su sede en la vecina ciudad de Schmölln.
Se conoce su existencia desde 1181, cuando se menciona como Volmarsdorf en un documento del monasterio de Posa de Zeitz. La localidad perteneció a varias familias nobles hasta que en el siglo XVII quedó vinculada a Posterstein.